# 陳情 (行政程序)
陳情為中華民國現今特有之行政程序，為中華民國法律所採用、做為「向政府陳述意見」的一種方法。
陳情在法律上之規定主要在《行政程序法》的第七章和《行政院暨所屬各機關處理人民陳情案件要點》之中，規定了陳情的條件、方式、保密要求和主要處理方式。
網際網路發達後，陳情書亦有很大的部份是以電子郵件的方式傳遞，中華民國的各級政府也多有為此專設的電子信箱與1999專線。

## 註記
1. ↑  行政程序法第168條：「人民對於行政興革之建議、行政法令之查詢、行政違失之舉發或行政上權益之維護，得向主管機關陳情。」
2. ↑  行政程序法第169條第1項：「陳情得以書面或言詞為之；其以言詞為之者，受理機關應作成紀錄，並向陳情人朗讀或使閱覽後命其簽名或蓋章。」
3. ↑  行政程序法第170條第2項：「人民之陳情有保密必要者，受理機關處理時，應不予公開。」